# Lissonota rubida
Lissonota rubida är en stekelart som beskrevs av Dali Chandra 1976. Lissonota rubida ingår i släktet Lissonota och familjen brokparasitsteklar. Inga underarter finns listade i Catalogue of Life.